# Liste des interstates au Colorado
Les Interstates au Colorado sont les segments du réseau des autoroutes inter-États se trouvant au Colorado. Il y a 956 miles (1539 km) et ces routes sont entretenues par le Colorado Department of Transport (CDOT). L'État compte trois autoroutes principales et deux auxiliaires. Toutes ces autoroutes passent par Denver. 

## Liste des autoroutes principales
| Numéro | Longueur (mi) | Longueur (km) | Terminus sud / ouest                   | Terminus nord / est             | Créée | Notes |
| ------ | ------------- | ------------- | -------------------------------------- | ------------------------------- | ----- | --- |
| I-25   | 298,87        | 480,98        | I-25 à la frontière du Nouveau-Mexique | I-25 à la frontière du Wyoming  | 1958  | Forme un multiplex avec la US 87 sur toute sa longueur dans l'état.                                                |
| I-70   | 449,59        | 723,54        | I-70 à la frontière de l'Utah          | I-70 à la frontière du Kansas   | 1956  | Plus longue autoroute au Colorado. Elle passe par le Eisenhower Tunnel au point culminant des Interstates au pays. |
| I-76   | 187,29        | 301,41        | I-70 à Arvada                          | I-76 à la frontière du Nebraska | 1976  | |
|        |               |               |                                        |                                 |       | |

## Liste des autoroutes auxiliaires
| Numéro | Longueur (mi) | Longueur (km) | Terminus sud / ouest        | Terminus nord / est | Créée | Notes                                                  |
| ------ | ------------- | ------------- | --------------------------- | ------------------- | ----- | ------------------------------------------------------ |
| I-225  | 11,96         | 19,25         | I-25 à Denver               | I-70 à Aurora       | 1976  | Seule autoroute auxiliaire de l'I-25                   |
| I-270  | 7,11          | 11,44         | I-25 / US 36 près de Denver | I-70 à Denver       | 1965  | Forme un multiplex avec la US 36 sur toute sa longueur |
|        |               |               |                             |                     |       |                                                        |